# Félmajmok

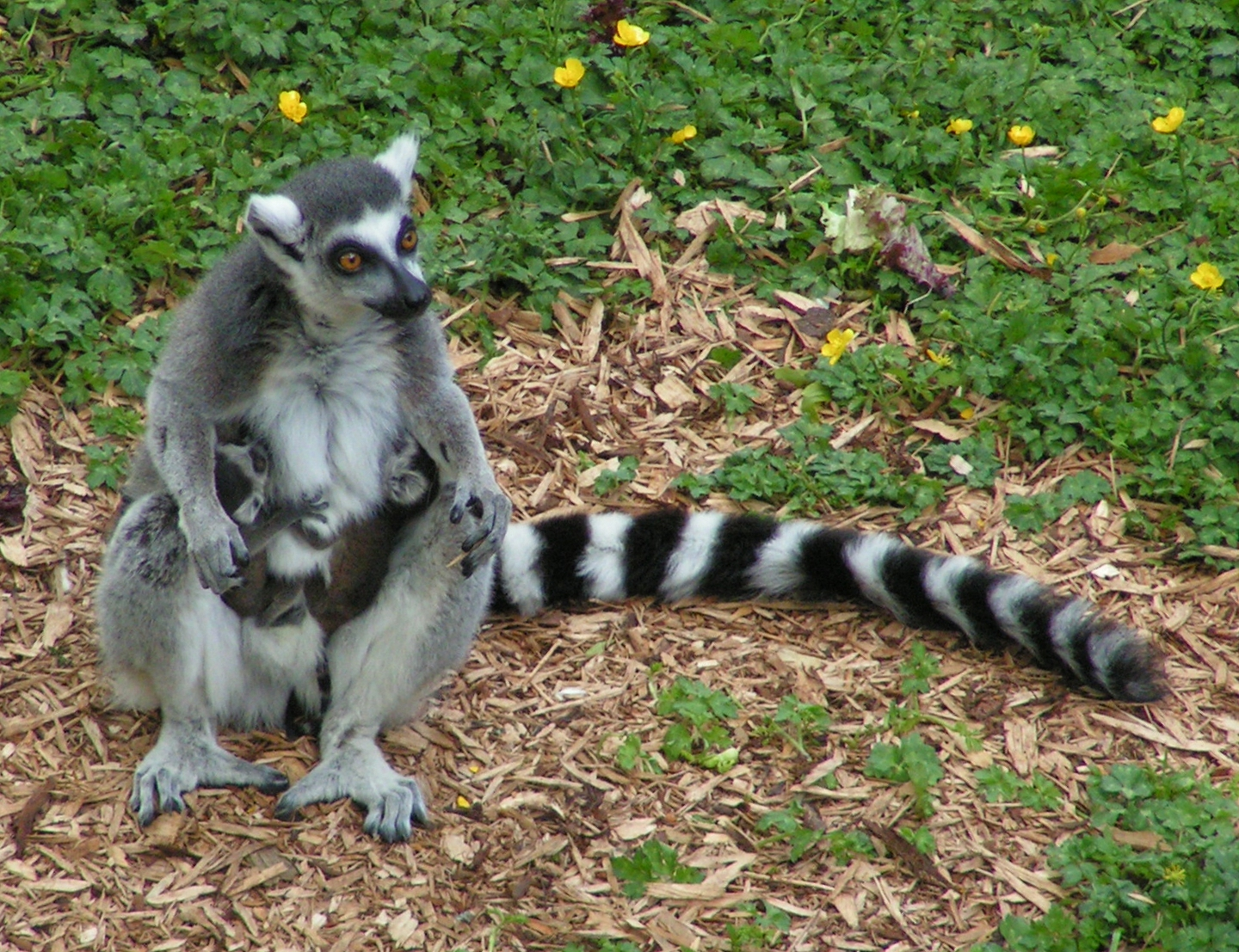
A gyűrűsfarkú maki (Lemur catta) a félmajmok közé tartozik.

A félmajmok (Prosimii) fogalma a legősibb főemlősöket: az orrtükrösök (Strepsirrhini) alrendjét, valamint az orrtükör nélküliek (Haplorrhini) alrendjéből a koboldmaki-alkatúak (Tarsiiformes) alrendi ágát foglalja magában. Fejlődéstörténetüket tekintve a főemlősök fejlődésétől mintegy 55 millió évvel ezelőtt váltak le.

## Jellemzőik
Egész életüket a fák ágai között töltik. Mozgékony ujjaikkal, melyeken még karmok vannak, ügyesen kapaszkodnak, és segítségükkel szedik össze növényi hajtásokból, gyümölcsökből és rovarokból álló táplálékukat. Szőrös arcuk van, és karmok a hátsó láb 2 ujján találhatók. Mindig van farkuk, amely hosszú. Fogképletük: 2133. Általában éjszakai életmódot folytatnak. Számos fajuknak nagy, kerek szeme és nagyra táguló pupillája van. Ázsiában és Afrikában fordulnak elő. Különösen sok képviselőjük maradt fenn Madagaszkár szigetén.

### Intelligencia
Korábban azt feltételezték a természettudósok, hogy a majmok intelligenciája magasabb, mint a félmajmoké. A Duke Egyetem Főemlős Központjában Elizabeth Brannon tanulmányozta a gyűrűsfarkú makit (Lemur catta) és a mongúzmakit (Lemur mongoz). Az értelmi képességeik vizsgálata során számítógépes feladványok megoldásában nagyon jól szerepeltek az állatok.
A vizsgálat megállapította, hogy a különbség a majmok és a félmajmok között csak a motivációban mutatkozik. A makik egy érintőképernyős monitoron egymás után különböző képeket láttak megjelenni, és azt kellett később egy csoportba rendezniük a megjelenés szerinti sorrendbe. A feladatot ügyesen végrehajtották, de csak akkor, ha valamilyen édességet helyeztek kilátásba, cserébe a jó megoldásért. A majmok ezt a feladatot szórakozásból is megoldják, és nem várnak jutalmat. A makik viszont igen, sőt odáig mentek, hogy egymás orra elől vitték el a nyereményt. Ugyanis az a maki, amelyik hamarabb készen lett, odament a társa számítógépéhez, és befejezte helyette is a megkezdett megoldást, azért, hogy megszerezze annak nyereményét.

## Besorolásuk
Rendszertanilag az alábbiak szerint sorolhatóak be a félmajmok.
- - Subordo Strepsirrhini:
    - Infraordo Lemuriformes
      - Superfamília Cheirogaleoidea
        - Familia Cheirogaleidae

      - Superfamilia Lemuroidea
        - Familia Lemuridae
        - Familia Lepilemuridae
        - Familia Indriidae

    - Infraordo AChiromyiformes
      - Familia Daubentoniidae

    - Infraordem Lorisiformes
      - Familia Lorisidae
      - Familia Galagidae

  - Subordo Haplorrhini:
    - Infraordo Tarsiiformes
      - Familia Tarsiidae